# Strigomonas culicis

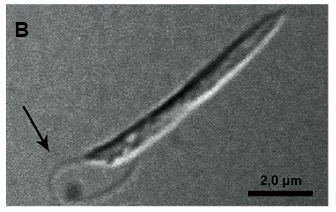
Strigomonas culicis observada mediante contraste de interferencia diferencial (DIC). La flecha indica flagelo.

Strigomonas culicis (nombrado inicialmente como Blastocrithidia culicis) es un protista perteneciente a la familia Trypanosomatidae, donde se encuadran otros géneros más conocidos como son Leishmania y Trypanosoma. Esta especie es parásito de insectos, por ejemplo infecta a Aedes aegypti, pero no es patogénica para humanos. La secuenciación del genoma de este microorganismo ha sido realizada por un consorcio de investigadores brasileños dirigidos por Sergio Schenkman y Ana Tereza Ribeiro de Vasconcelos.